# Chanceaux-près-Loches
Chanceaux-près-Loches – miejscowość i gmina we Francji, w Regionie Centralnym, w departamencie Indre i Loara.
Według danych na rok 1990 gminę zamieszkiwały 154 osoby, a gęstość zaludnienia wynosiła 11 osób/km² (wśród 1842 gmin Regionu Centralnego Chanceaux-près-Loches plasuje się na 983. miejscu pod względem liczby ludności, natomiast pod względem powierzchni na miejscu 936.).